# Albarkaram
Albarkaram este o comună rurală din departamentul Mirriah, regiunea Zinder, Niger, cu o populație de 10.993 de locuitori (2001).